# Marianne Aspelin
Marianne Aspelin, coniugata Berntzen (Oslo, 4 gennaio 1966), è una giocatrice di curling norvegese.

## Biografia
Partecipò ai XV Giochi olimpici invernali edizione disputata a Calgary (Canada) nel 1988, riuscendo ad ottenere la terza posizione nella squadra norvegese con le connazionali Trine Trulsen, Dordi Nordby, Hanne Pettersen e Mette Halvorsen.
Nell'edizione la nazionale canadese si classificò prima , la svedese seconda. La competizione ebbe lo status di sport dimostrativo. Vinse una medaglia d'argento alle successive olimpiadi.